# Ľuboš Micheľ
Ľuboš Micheľ (Sztropkó, 1968. május 16. –) szlovák nemzetközi labdarúgó-játékvezető. parlamenti képviselő. Egyéb foglalkozása menedzser.

## Pályafutása

### Nemzeti játékvezetés
Játékvezetésből 1987-ben Csehszlovákiában vizsgázott. 1993 nyarán véget ért az utolsó csehszlovák bajnokság és mind a Cseh labdarúgó-szövetség JB, mind a Szlovák labdarúgó-szövetség (JB) külön utakon folytatta útját. A szlovákoknak nem volt más lehetőségük, ki kellett építeniük egy új játékvezetői keretet. Ellenőreinek, sportvezetőinek javaslatára 1993-ban lett az I. Liga játékvezetője. Az aktív nemzeti játékvezetéstől 2008-ban vonult vissza.

### Nemzetközi játékvezetés
A Szlovák Labdarúgó-szövetség Játékvezető Bizottsága (JB) élve a történelmi lehetőséggel 25 éves korában, terjesztette fel nemzetközi játékvezetőnek, a Nemzetközi Labdarúgó-szövetség (FIFA) 1994-től tartotta nyilván bírói keretében. Több nemzetek közötti válogatott és klubmérkőzést vezetett. FIFA JB besorolás szerint első kategóriás bíró. A szlovák nemzetközi játékvezetők rangsorában, a világbajnokság-Európa-bajnokság sorrendjében az első helyet foglalja el 35 találkozó szolgálatával. Az UEFA által szervezett labdarúgó kupasorozatokban összesen 66 mérkőzést vezetett, amivel a 4. helyen áll. Az aktív nemzetközi játékvezetéstől 2008-ban egy súlyos sérülés (Achilles-ín sérülés) miatt visszavonult az aktív játékvezetéstől. Válogatott mérkőzéseinek száma: 46.

#### Labdarúgó-világbajnokság

##### U17-es labdarúgó-világbajnokság
Egyiptom rendezte a 7., az 1997-es U17-es labdarúgó-világbajnokságot, ahol a FIFA JB mérkőzés koordinálóként foglalkoztatta.

###### 1997-es U17-es labdarúgó-világbajnokság
| Időpont              | Helyszín                   | Mérkőzés típusa              | Mérkőzés      | Eredmény | Nézők száma |
| -------------------- | -------------------------- | ---------------------------- | ------------- | -------- | ----------- |
| 1997. szeptember 7.  | Városi Stadion, Port Szaíd | csoportmérkőzés (D. csoport) | Ghána–Bahrein | 5 – 1    | 20 000      |
| 1997. szeptember 11. | Nemzetközi Stadion, Kairó  | csoportmérkőzés (B. csoport) | Mali–Mexikó   | 3 – 1    | 5000        |

---
Négy világbajnoki döntőhöz vezető úton Franciaországba a XVI., az 1998-as labdarúgó-világbajnokságra, Dél-Koreába és Japánba a XVII., a 2002-es labdarúgó-világbajnokságra, Németországba a XVIII., a 2006-os labdarúgó-világbajnokságra valamint
Dél-Afrikába a XIX., a 2010-es labdarúgó-világbajnokságra a FIFA JB bíróként alkalmazta. Világbajnokságon vezetett mérkőzéseinek száma: 4.

##### 1998-as labdarúgó-világbajnokság

###### Selejtező mérkőzés
| Időpont             | Helyszín                           | Mérkőzés típusa           | Mérkőzés             | Eredmény | Nézők száma |
| ------------------- | ---------------------------------- | ------------------------- | -------------------- | -------- | ----------- |
| 1996. június 2.     | Olimpiai Stadion, Serravalle       | előselejtező (7. csoport) | San Marino–Wales     | 0 – 5    | 1613        |
| 1997. augusztus 20. | Olimpiai Stadion, Kijev            | előselejtező (9. csoport) | Ukrajna–Albánia      | 1 – 0    | 30 000      |
| 1997. október 11.   | Borisz Paicsadze Stadion, Tbiliszi | előselejtező (2. csoport) | Grúzia–Lengyelország | 3 – 0    | 15 000      |

##### 2002-es labdarúgó-világbajnokság
Micheľ lett az első szlovák játékvezető, aki világbajnokságon dirigálhatott, előtte három csehszlovák játékvezető vezethetett Martin Macko 1958-ban, Karol Galba (1962,1966)-ban és Vojtěch Christov (1982,1986)-ban.

###### Selejtező mérkőzés
| Időpont             | Helyszín                      | Mérkőzés típusa           | Mérkőzés            | Eredmény | Nézők száma |
| ------------------- | ----------------------------- | ------------------------- | ------------------- | -------- | ----------- |
| 2000. szeptember 2. | Városi Stadion, Amszterdam    | előselejtező (2. csoport) | Hollandia–Írország  | 2 – 2    | 45 000      |
| 2001. szeptember 1  | Hampden Park Stadion, Glasgow | előselejtező (6. csoport) | Skócia–Horvátország | 0 – 0    | 47 584      |
| 2001. október 6.    | Steaua Stadion, Bukarest      | előselejtező (8. csoport) | Románia–Grúzia      | 1 – 1    | 16 500      |

###### Világbajnoki mérkőzés
| Időpont         | Helyszín                     | Mérkőzés típusa              | Mérkőzés            | Eredmény | Nézők száma |
| --------------- | ---------------------------- | ---------------------------- | ------------------- | -------- | ----------- |
| 2002. június 2. | Világbajnoki Stadion, Puszan | csoportmérkőzés (B. csoport) | Paraguay–Dél-Afrika | 2 – 2    | 25 186      |

##### 2006-os labdarúgó-világbajnokság

###### Selejtező mérkőzés
| Időpont             | Helyszín                         | Mérkőzés típusa           | Mérkőzés              | Eredmény | Nézők száma |
| ------------------- | -------------------------------- | ------------------------- | --------------------- | -------- | ----------- |
| 2004. szeptember 4. | Ernst Happel Stadion, Bécs       | előselejtező (6. csoport) | Ausztria–Anglia       | 2 – 2    | 48 000      |
| 2005. március 30.   | Olimpiai Stadion, Kijev          | előselejtező (2. csoport) | Ukrajna–Dánia         | 1 – 0    | 60 000      |
| 2005. szeptember 3. | Hampden Park Stadion, Glasgow    | előselejtező (5. csoport) | Skócia–Olaszország    | 1 – 1    | 50 185      |
| 2005. október 8.    | Baldvin király Stadion, Brüsszel | előselejtező (7. csoport) | Belgium–Spanyolország | 0 – 2    | 40 300      |
| 2005. november 12.  | Stade de Suisse, Bern            | rájátszás                 | Svájc–Törökország     | 2 – 0    | 31 130      |

###### Világbajnoki mérkőzés
Micheľ lett a második játékvezető, aki a legtöbb fegyelmező kártyát osztotta ki a három mérkőzésen: 15 sárga, 5 piros. 
| Időpont          | Helyszín                     | Mérkőzés típusa              | Mérkőzés              | Eredmény | Nézők száma |
| ---------------- | ---------------------------- | ---------------------------- | --------------------- | -------- | ----------- |
| 2006. június 15. | Olimpiai Stadion, Berlin     | csoportmérkőzés (B. csoport) | Svédország–Paraguay   | 1 – 0    | 72 000      |
| 2006. június 21. | Veltins-Arena, Gelsenkirchen | csoportmérkőzés (D. csoport) | Portugália–Mexikó     | 2 – 1    | 52 000      |
| 2006. június 27. | Signal Iduna Park, Dortmund  | egyik nyolcaddöntő           | Brazília–Ghána        | 3 – 0    | 65 000      |
| 2006. június 30. | Olimpiai Stadion, Berlin     | egyik negyeddöntő            | Németország–Argentína | 1 – 1    | 72 000      |

##### 2010-es labdarúgó-világbajnokság

###### Selejtező mérkőzés
| Időpont              | Helyszín                 | Mérkőzés típusa           | Mérkőzés            | Eredmény | Nézők száma |
| -------------------- | ------------------------ | ------------------------- | ------------------- | -------- | ----------- |
| 2008. szeptember 10. | Maksimir Stadion, Zágráb | előselejtező (6. csoport) | Horvátország–Anglia | 1 – 4    | 35 218      |

#### Labdarúgó-Európa-bajnokság

##### U21-es labdarúgó-Európa-bajnokság
Románia rendezte a 11., az 1998-as U21-es labdarúgó-Európa-bajnokságot, ahol az UEFA JB bíróként foglalkoztatta.

###### 1998-as U21-es labdarúgó-Európa-bajnokság
| Időpont         | Helyszín                  | Mérkőzés típusa | Mérkőzés                | Eredmény |
| --------------- | ------------------------- | --------------- | ----------------------- | -------- |
| 1998. május 23. | Nemzeti Stadion, Bukarest | egyik elődöntő  | Görögország–Németország | 1 – 0    |

---
Az európai labdarúgó torna döntőjéhez vezető úton Angliába a X., az 1996-os labdarúgó-Európa-bajnokságra, Belgiumba és Hollandiába a XI., a 2000-es labdarúgó-Európa-bajnokságra, Portugáliába a XII., a 2004-es labdarúgó-Európa-bajnokságra illetve Ausztriába és Svájcba a XIII., a 2008-as labdarúgó-Európa-bajnokságra az UEFA JB játékvezetőként foglalkoztatta.

##### 1996-os labdarúgó-Európa-bajnokság

###### Selejtező mérkőzés
| Időpont            | Helyszín                      | Mérkőzés típusa           | Mérkőzés                     | Eredmény | Nézők száma |
| ------------------ | ----------------------------- | ------------------------- | ---------------------------- | -------- | ----------- |
| 1995. november 11. | Eschen-Mauren Stadion, Eschen | előselejtező (6. csoport) | Liechtenstein–Észak-Írország | 0 – 4    | 1100        |

##### 2000-es labdarúgó-Európa-bajnokság

###### Selejtező mérkőzés
| Időpont             | Helyszín                         | Mérkőzés típusa           | Mérkőzés          | Eredmény | Nézők száma |
| ------------------- | -------------------------------- | ------------------------- | ----------------- | -------- | ----------- |
| 1999. június 6.     | Ramat Gan Stadion, Tel-Aviv      | előselejtező (6. csoport) | Izrael–Ausztria   | 5 – 0    | 45 000      |
| 1999. szeptember 8. | Philip II Arena Stadion, Szkopje | előselejtező (8. csoport) | Macedónia–Szerbia | 2 – 4    | 18 000      |

##### 2004-es labdarúgó-Európa-bajnokság

###### Selejtező mérkőzés
| Időpont            | Helyszín                          | Mérkőzés típusa            | Mérkőzés                     | Eredmény | Nézők száma |
| ------------------ | --------------------------------- | -------------------------- | ---------------------------- | -------- | ----------- |
| 2002. október 12.  | Carlos Belmonte Stadion, Albacete | előselejtező (6. csoport)  | Spanyolország–Észak-Írország | 3 – 0    | 16 000      |
| 2003. június 7.    | Lansdowne Road Stadion, Dublin    | előselejtező (10. csoport) | Írország–Oroszország         | 1 – 1    | 36 000      |
| 2003. június 11.   | Ullevaal Stadion, Oslo            | előselejtező (2. csoport)  | Norvégia–Románia             | 1 – 1    | 24 890      |
| 2003. november 19. | Amsterdam ArenA, Amszterdam       | rájátszás                  | Hollandia–Skócia             | 6 – 0    | 52 000      |

###### Európa-bajnoki mérkőzés
A három mérkőzésen 16 sárga kártyát osztott ki, ami 5, 33 kártya volt mérkőzésenként. Ő volt az ötödik játékvezető aki a legtöbb kártyát adta. 
| Időpont          | Helyszín                           | Mérkőzés típusa              | Mérkőzés                  | Eredmény | Nézők száma |
| ---------------- | ---------------------------------- | ---------------------------- | ------------------------- | -------- | ----------- |
| 2004. június 16. | Bessa Século XXI Stadion, Porto    | csoportmérkőzés (A. csoport) | Görögország–Spanyolország | 1 – 1    | 25 444      |
| 2004. június 21. | Cidade de Coimbra Stadion, Coimbra | csoportmérkőzés (B. csoport) | Svájc–Franciaország       | 1 – 3    | 28 111      |
| 2004. június 26. | Algarve Stadion, Loulé             | egyik negyeddöntő            | Svédország–Hollandia      | 0 – 0    | 30 000      |

##### 2008-as labdarúgó-Európa-bajnokság

###### Selejtező mérkőzés
| Időpont             | Helyszín                        | Mérkőzés típusa           | Mérkőzés                  | Eredmény | Nézők száma |
| ------------------- | ------------------------------- | ------------------------- | ------------------------- | -------- | ----------- |
| 2006. október 7.    | Karaiskakis Stadion, Athén      | előselejtező (C. csoport) | Görögország–Norvégia      | 1 – 0    | 25 000      |
| 2007. június 6.     | Maksimir Stadion, Zágráb        | előselejtező (E. csoport) | Horvátország–Oroszország  | 0 – 0    | 38 000      |
| 2007. szeptember 8. | Giuseppe Meazza Stadion, Milánó | előselejtező (B. csoport) | Olaszország–Franciaország | 0 – 0    | 80 000      |
| 2007. október 13.   | Atletion Stadion, Aarhus        | előselejtező (F. csoport) | Dánia–Spanyolország       | 1 – 3    | 19 849      |
| 1967. október 28.   | Estádio do Dragão, Porto        | előselejtező (A. csoport) | Portugália–Finnország     | 0 – 0    | 50 000      |

###### Európa-bajnoki mérkőzés
| Időpont          | Helyszín              | Mérkőzés típusa              | Mérkőzés                  | Eredmény | Nézők száma |
| ---------------- | --------------------- | ---------------------------- | ------------------------- | -------- | ----------- |
| 2008. június 11. | St. Jakob-Park, Bázel | csoportmérkőzés (A. csoport) | Svájc–Törökország         | 1 – 2    | 39 730      |
| 2008. június 17. | Letzigrund, Zürich    | csoportmérkőzés (C. csoport) | Franciaország–Olaszország | 0 – 2    | 30 585      |
| 2008. június 21. | St. Jakob-Park, Bázel | egyik negyeddöntő            | Hollandia–Oroszország     | 1 – 3    | 38 374      |

#### Konföderációs kupa
Németország rendezte a 7., a 2005-ös konföderációs kupa tornát, ahol a FIFA JB  bíróként foglalkoztatta.

##### 2005-ös konföderációs kupa
| Időpont          | Helyszín                     | Mérkőzés típusa              | Mérkőzés              | Eredmény | Nézők száma |
| ---------------- | ---------------------------- | ---------------------------- | --------------------- | -------- | ----------- |
| 2005. június 16. | Red Bull Arena, Lipcse       | csoportmérkőzés (B. csoport) | Brazília–Görögország  | 3 – 0    | 42 507      |
| 2005. június 21. | Grundig Stadion, Nürnberg    | csoportmérkőzés (A. csoport) | Argentína–Németország | 2 – 2    | 42 088      |
| 2005. június 29. | Commerzbank-Arena, Frankfurt | döntő                        | Brazília–Argentína    | 4 – 1    | 45 591      |

#### Olimpiai játékok
Ausztrália adott otthont a XXVII., a 2000. évi nyári olimpiai játékok labdarúgó tornájának, ahol a FIFA JB hivatalnokként foglalkoztatta.

##### 2000. évi nyári olimpiai játékok
| Időpont              | Helyszín                    | Mérkőzés típusa              | Mérkőzés         | Eredmény | Nézők száma |
| -------------------- | --------------------------- | ---------------------------- | ---------------- | -------- | ----------- |
| 2000. szeptember 13. | Hindmarsh Stadion, Adelaide | csoportmérkőzés (A. csoport) | Nigéria–Honduras | 3 – 3    | 13 386      |
| 2000. szeptember 20. | Hindmarsh Stadion, Adelaide | csoportmérkőzés (B. csoport) | Dél-Korea–Chile  | 1 – 0    | 16 309      |

#### Nemzetközi kupamérkőzések
Vezetett Kupa-döntők száma: 2.

##### UEFA-bajnokok ligája
A Bajnokok Ligájában a 2001/2002-es szezonban mutatkozott be, amikor három mérkőzésen fújta a sípot. Micheľ lett a második játékvezető, aki a fináléban piros lapot adott, nevezetesen Didier Drogbának, mert lekönyökölte ellenfelét. Az 54. játékvezető – az első szlovák – aki UEFA-bajnokok ligája döntőt vezetett. Vezetett BL mérkőzések száma: 40. (2008 nyár)
| Időpont         | Helyszín                   | Mérkőzés típusa | Mérkőzés                        | 4. játékvezető  | Asszisztensek             | Eredmény | Nézők száma |
| --------------- | -------------------------- | --------------- | ------------------------------- | --------------- | ------------------------- | -------- | ----------- |
| 2008. május 21. | Luzsnyiki Stadion, Moszkva | döntő           | Manchester United FC–Chelsea FC | Vladimír Hriňák | Roman Slyško/Martin Balko | 1 : 1    | 67 310      |

##### UEFA-kupa
Az idegek megfékezésére 120 perc alatt felmutatott 7 sárga és 2 piros kártyát.
| Időpont         | Helyszín                  | Mérkőzés típusa | Mérkőzés           | Eredmény | Nézők száma |
| --------------- | ------------------------- | --------------- | ------------------ | -------- | ----------- |
| 2003. május 21. | Olimpiai Stadion, Sevilla | döntő           | Celtic FC–FC Porto | 2 – 3    | 52 972      |

##### Intertotó-kupa
| Időpont             | Helyszín                          | Mérkőzés típusa     | Mérkőzés                            | Eredmény | Nézők száma |
| ------------------- | --------------------------------- | ------------------- | ----------------------------------- | -------- | ----------- |
| 1999. augusztus 24. | Imtech Arena, Hamburg             | döntő első mérkőzés | Hamburger SV–Montpellier Hérault SC | 1 – 1    |             |
| 2000. augusztus 8.  | l'Abbé-Deschamps Stadion, Auxerre | döntő első mérkőzés | AJ Auxerre–VfB Stuttgart            | 0 – 2    | 8000        |

##### Magyar labdarúgó-bajnokság
A magyar bajnokság 2003/2004-es kiírásában az MLSZ meghívta az utolsó fordulóban lejátszandó Ferencváros–Debrecen mérkőzés vezetésére. Ezen a mérkőzésen biztosította be a Ferencváros a bajnokságot.

#### Mérkőzései az NBI-ben
| Időpont         | Helyszín           | Mérkőzés     | Eredmény | Nézők száma |
| --------------- | ------------------ | ------------ | -------- | ----------- |
| 2004. május 27. | Üllői út, Budapest | FTC–Debrecen | 3 : 1    | 10 516      |

#### A magyar labdarúgó-válogatott mérkőzései (1902–1929)
| Időpont           | Helyszín             | Mérkőzés típusa              | Mérkőzés              | Eredmény | Nézők száma |
| ----------------- | -------------------- | ---------------------------- | --------------------- | -------- | ----------- |
| 1996. április 24. | Népstadion, Budapest | felkészülési (702. mérkőzés) | Magyarország–Ausztria | 0 – 2    | 4000        |

## Sportvezetői pályafutás
"Talent" néven futballiskolát vezet, melynek célja a tehetséges fiatal szlovák labdarúgó játékosok támogatása.

## Szakmai sikerek
- Kiemelkedő játékvezető pályafutásának eredményeként a világ egyik legjobbjának tekintve az IFFHS 2005-ben és 2007-ben  a harmadik, 2006-ban, illetve 2008-ban a második helyre választotta.
- Az IFFHS (International Federation of Football History & Statistics)  1987-2011 évadokról tartott nemzetközi szavazásán 151, játékvezető besorolásával minden idők 12, legjobb bírójának rangsorolta, holtversenyben Massimo Busacca, Hellmut Krug társaságában. A 2008-as szavazáshoz képest 5 pozíciót hátrább lépett.

## Egyéb adatok, közélet
Az eperjesi egyetem pedagógiai szakára járt 1987–1992 között, egy ideig dolgozott is a szakmájában, de később különböző vállalatoknál volt menedzser. Jelenleg Eperjesen (Prešov, Szlovákia) lakik, ahol egy autógumi abroncsgyár menedzsere. 2006-ban a Mikuláš Dzurinda akkori szlovák miniszterelnök által vezetett Szlovák Demokrata és Keresztény Unió – Demokrata Párt (SDKÚ-DS) színeiben a Szlovák Köztársaság Nemzeti Tanácsának (parlament) képviselőjévé választották. Az emberi jogi, kisebbségi és a nők helyzetével foglalkozó bizottság tagja. 2008-ban kilépett az SDKÚ-DS frakcióból többek között azért, mert az elutasította a Lisszaboni szerződést. 2010-ig független képviselő volt. 2009-ben csatlakozni kívánt harmadmagával az öt kilépett MKP-s képviselőhöz és velük alakítanák meg a Most–Híd frakciót. 2022-ben sikertelenül indult Eperjes polgármesteri címéért.